# Llanwddyn
Llanwddyn est un village et une communauté du Powys, au pays de Galles.

## Géographie
Llanwddyn est situé dans le nord du Powys, dans le comté historique du Montgomeryshire, à une trentaine de kilomètres au nord-ouest de la ville de Welshpool. Il se trouve à l'extrémité sud-est du lac Vyrnwy (en).
La communauté de Llanwddyn comprend aussi le village d'Abertridwr (en).

## Histoire
Le village ancien de Llanwddyn est submergé à la fin des années 1880 après la construction d'un barrage sur la Vyrnwy. Le lac de barrage est destiné à alimenter en eau potable la ville de Liverpool. Les habitants du village sont relogés dans de nouvelles maisons construites en aval du barrage.

## Démographie
Au recensement de 2011, la communauté de Llanwddyn comptait 257 habitants.